# Frederik Vinding Kruse
Louis Frederik Vinding Kruse, född 30 juli 1880, död 14 april 1963, var en dansk rättslärd.
Vinding Kruse blev efter praktisk tjänstgöring docent 1911, juris doktor 1913 med avhandlingen Arbejdets og Kapitalens Organisationer retslig bedømt och professor 1914. Han innehade flera offentliga och privata uppdrag, bland annat i samband med Nordslesvigs övergång till Danmark 1920. Kruses författarskap berör särskilt sakrätten, där han var en erkänd auktoritet, så Tinglysning (1923), Ejendomsrettens Overgang (1924), Kommentar till Tinglysningsloven (1927), Ejendomsretten (5 band, 1929-33), samt Aktieselskaber og Andelsforeninger (1920).